# لويز فرانسواز البوربونية
لويز فرانسواز البوربونية ليجيتيمي دي فرنسا مدموزيل نانت (الفرنسية:Louise-Françoise de Bourbon؛ 1 يونيو 1673 - 16 يونيو 1743)؛ هي الابنة الكبرى الباقية لـ لويس الرابع عشر ملك فرنسا وعشيقته فرانسواز أثينيس، مدام مونتيسبُ، يقال أنها أخذت اسمها من عرابتها لويز دي لا فالييه المرأة التي حلت والدتها مكانها كعشيقة الملك، كانت معروفة قبل الزواج بـ مدموزيل نانت.
مع بلوغها الحادية عشر عاماً أصبحت متزوجة من قريبها لويس دي بوربون وريث أمير كوندي، وأصبحت تعرف بـ«مدام الدوقة» (Madame la Duchesse)، هو اللقب التي احتفظت به حتى بعد أن أصبحت أرملة، بعد وفاة حماها أصبحت أميرة كوندي القرينة ودوقة بوربون القرينة بعد أن ورث زوجها الألقاب، وأيضا كانت جزءاً من عصبة ميدون المجموعة المحيطة حول أخيها الغير شقيق الدوفين لويس، لاحقاً حاولت زيادة نفوذها السياسي من خلال ابنها لويس هنري دوق بوربون التي أصبح منذ أواخر 1723 رئيس الوزراء المملكة، ولكنها فشلت.
أيضا في وقت لاحق قامت بالمساهمة في بناء قصر بوربون في باريس؛ اليوم يعتبر مقر الجمعية الوطنية الفرنسية.

## السيرة الذاتية

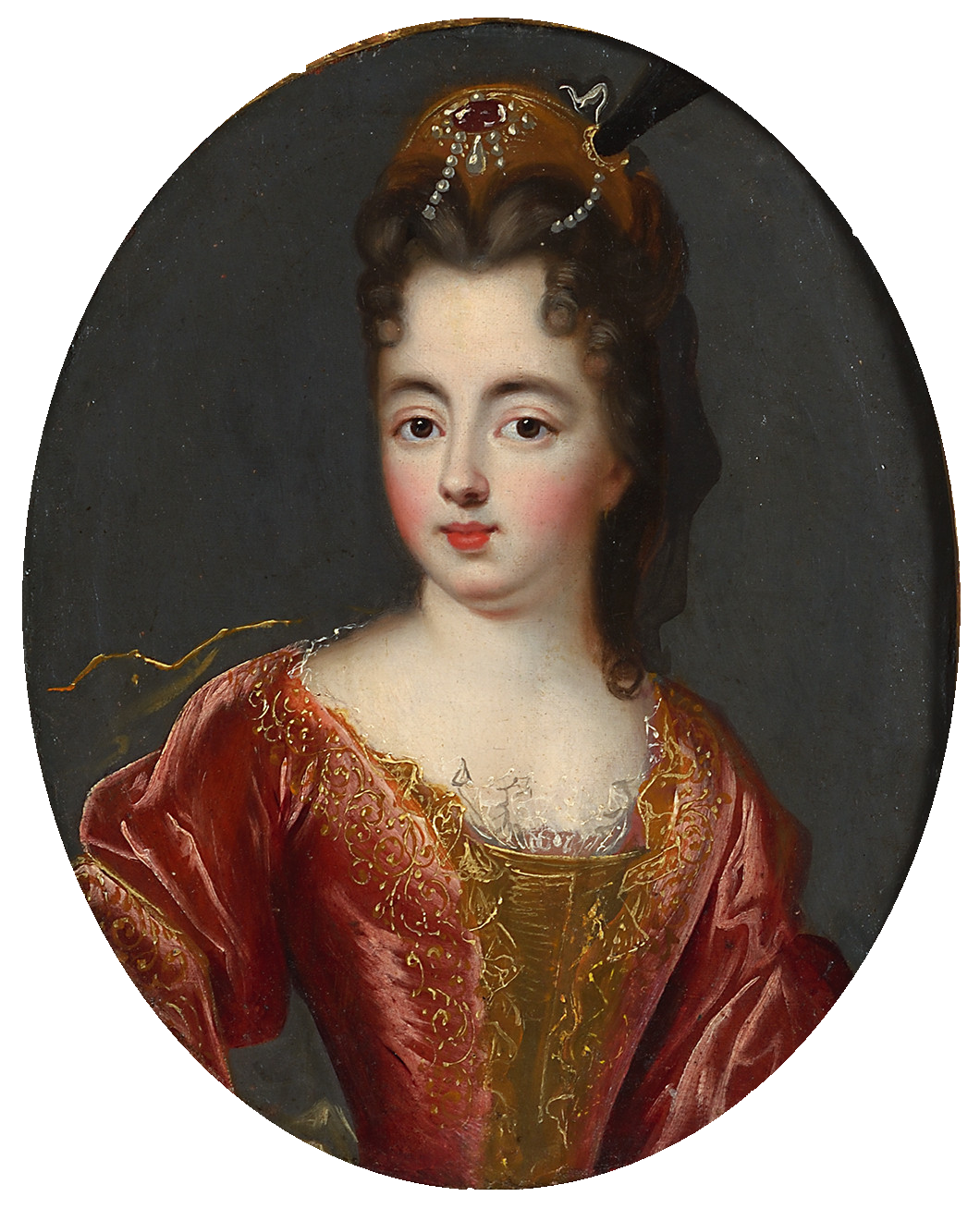
لويز فرانسواز، من قبل فرانسوا ترويه، حوالي.1690.

ولدت لويز فرانسوا في تورناي (اليوم في بلجيكا) في 1 يونيو 1673 حينما كان والديها في جولة عسكرية، فهي تعتبر الابنة الغير الشرعية الثانية لـ لويس الرابع عشر وعشقيته مدام مونتيسبُ، أثناء عودتهم إلى البلاد تم ووضعها من قبل والديها إلى جانب أشقائها الكبار تحت رعاية أحد معارف والدتها مدام مانتينون.
في عام 1673 تم إضفاء الشرعية عليها إلى جانب أشقائها من قبل خطاب براءة تمليك في برلمان باريس، في وقت إضافة الشرعية حصل شقيقها الأكبر لويس أوغست على لقب دوق ماين، وإما شقيقها الآخر لويس سيزار على كونت فيكسين، إما هي حصلت على لقب مجاملةً مدموزيل نانت، وبعد عام من ميلادها أصبحت تقيم مع أشقائها في باريس، ولدت شقيقتها مدموزيل تور في المستقبل في قلعة سن جرمن آن له (القلعة تعتبر مكان ولادة والدهما) في نوفمبر 1674، تم إضافة الشرعية عليها في 1676، كانت مقربة منها، وأيضا تأثرت بعمق مع وفاتها في 1681، إنهما تربى مع بعضهن البعض في منزل في باريس بعيداً عن المتطفلين من حاشية الملكية، ومع ذلك لم تكن مقربة من أختها الغير شقيقة ماري آن أو شقيقتها الصغرى فرانسواز ماري، بحيث كانت الأخوات الثلاثة يغارن بشدة من بعضهن البعض، كانت لويز فرانسواز وشقيقتها الصغرى فرانسواز ماري في حالة تنافس، بحيث كانتا يغارا من بعضهن من مكانتهن أو رتبتهن التي حققهن أثناء الزواج أو حتى لأبنائهن.
في 25 مايو 1685 بسن الحادية عشر أصبحت متزوجة من قريبها لويس دوق بوربون نجل هنري جول دوق إنغين وآن هنرييت من بافاريا (ابنة عم دوقة أورليان حماة شقيقتها فرانسواز ماري في المستقبل)، أعطى والدها لويس الرابع عشر مهراً قدره مليون ليفر، زوجها كان يُعرف في البلاط بدوق بوربون مجاملةً، بذلك أصبح يُعرف مسيو الدوق (Monsieur le Duc) ونتيجة لذلك عُرفت هي بـ مدام الدوقة، بعد مرور الوقت من الزواج أُصيبت بالجدري، لم تفعل عائلة زوجها شيئاً لها، على الرغم من وفاة جد زوجها لا غراند كوندي من نفس المرض في نوفمبر 1686، إلا أنها استطعت أن تتعافى تاماً منه.

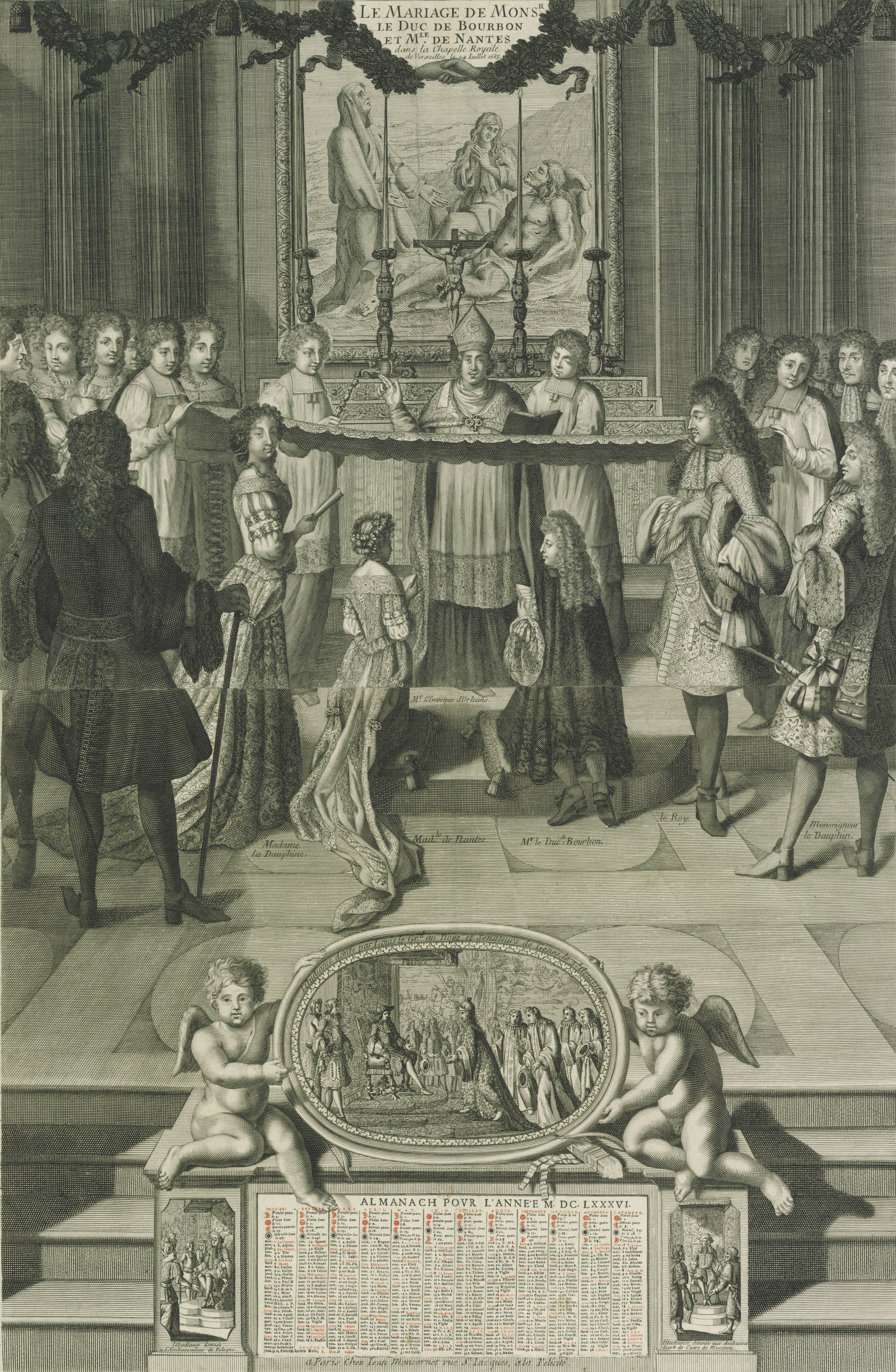
حفل زفافهم في 1685

بعد نفي والدتها من البلاط رسمياً في 1691، كانت تزورها بانتظام، وبذلك أصبحت مقربة منها كثيراً، وأيضا تأثرت بوفاتها في 1707 على الرغم من منع والدهم لبس الحداد عليها في البلاط، ولكن كدليل على احترام والدتهما، قررت لويز فرانسواز بجانب أخوتها الصغار فرانسواز ماري وكونت تولوز التغيب عن حضور تجمعات في البلاط، ولكن شقيقها الأكبر دوق ماين الذي أصبح مجبراً على الحضور بالكاد أصبح يخفي فرحته، لأنه ورث عن والدته ممتلكاتها.
كانت لويز فرانسواز امرأة جميلة ونشيطة، ومع حوالي.1695 دخلت في علاقة غرامية مع فرانسوا لويس أمير كونتي شقيق الأصغر لزوج أختها ماري آن، وأيضا كان متزوجاً من شقيقة زوجها ماري تيريز دي بوربون، كان يعتقد أن ابنتها الرابعة التي ولدت في 1697 من أنتج هذه العلاقة، عندما اكتشف زوجها خيانتها، كان غاضباً جداً ولكنه لم يفعل شيء لأمير كونتي بسبب الخوف من والدها لويس الرابع عشر، سمح شقيقها الأكبر الدوفين لويس الذي كان قريب منها للعاشقين بالالتقاء في منزله في ميدون بعيداً عن زوجها والحاشية الملكية.

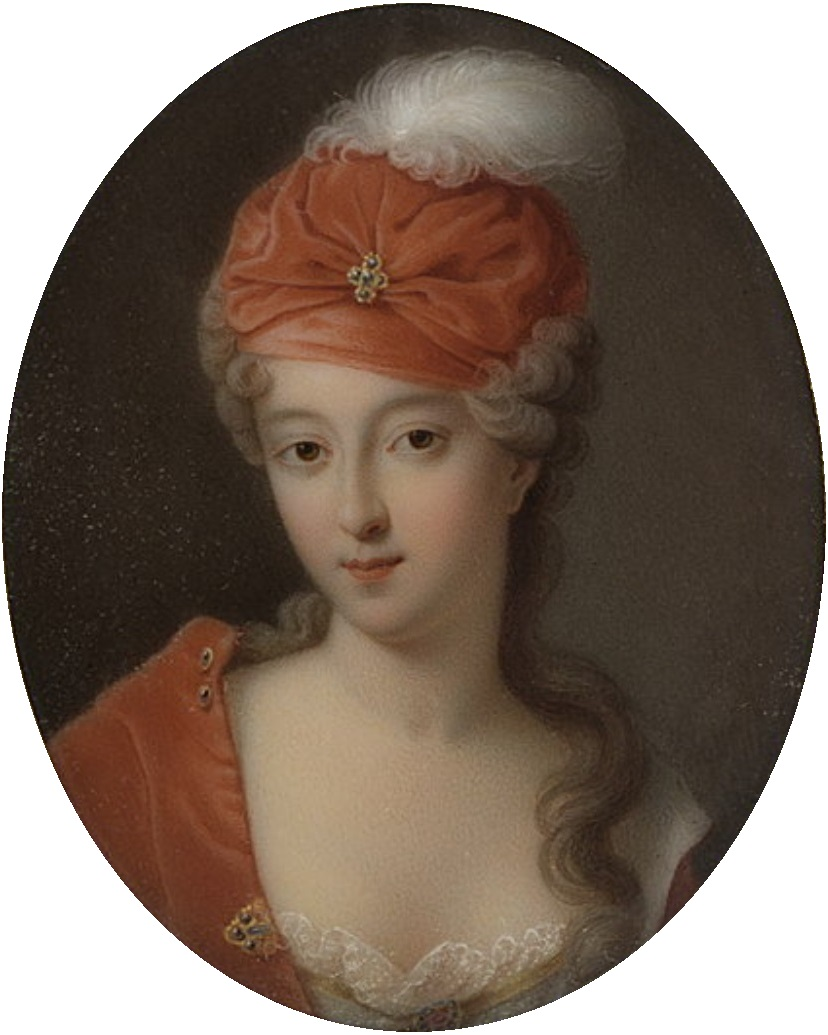
شقيقتها الصغرى فرانسواز ماري.

عند وفاة حماها في 1 أبريل 1709 أصبح زوجها أمير كوندي ومع ذلك فقد رتبة رئيس أمراء الدم لصالح أسرة أورليان، ونتيجة لذلك يحق لشقيقها الصغرى فرانسواز ماري استخدم لقب مدام الأميرة، وعلى الرغم من ذلك لم تشير مطلقاً بهذا اللقب، إلا أن هذا الانتقال زاد من حدة التنافس بين أختين.
ومع ذلك زوجها لم ينجوا طويلاً، لأنه سرعان ما توفي هو الآخر في العام التالي، وأيضا بسبب قربها من أخيها لويس دوفين فرنسا قامت في بناء خطط على أمل الاستفادة منها لما يصبح ملكاً في المستقبل، ومع ذلك هذه الخطط انهارت مع وفاته أيضا في 1711، وريث الجديد لويس، دوق بورغوندي وزوجته ماري أديلايد كانوا على عداء مستمر معها، ومع ذلك توفيا في أقل من شهر في أوائل 1712، تاركين خلفهم دوق أنجو الوحيد الذي نجا من المرض الفتاك، وأصبح على الفور وريث والدها المسن الذي توفي هو الآخر في 1715، وبذلك خلفه دوق أنجو تحت مسمى لويس الخامس عشر ذو الخمسة الأعوام، نشأ على الفور خلاف بين شقيقها دوق ماين وصهرها دوق أورليان حول الوصاية على الملك الصغير، ولكن بعد مداولة في برلمان باريس لمدة أسبوع تم إعلان دوق أورليان كوصي رسمي على الملك الصغير، مما أدى بالطبع إلى تفاقم الخلاف بينها وبين دوقة أورليان التي أصبحت الآن أهم سيدة في فرنسا.

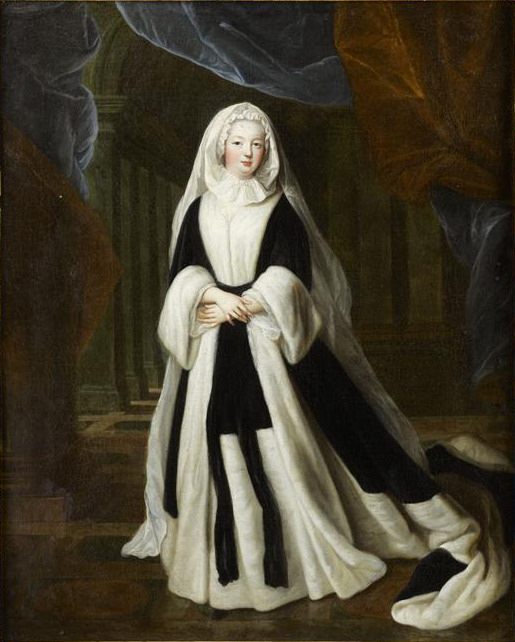
لويز فرانسواز بزي الأرامل.

خلال فترة الوصاية كانت لويز فرانسواز مهتمة بمشاكل ابنتها الثانية لويز إليزابيث مع عشيقها فيليب شارل دي لافار وخاصة بعد اكتشف زوجها أمير كونتي بخيانة زوجته، مما أدى إلى إساءته جسدياً من قبله، وأيضا اعتبر ابنهما الوحيد هو إنتاج العلاقة غير شرعي بينهما، وأيضا في 1714 سمى شقيقها الأكبر دوق ماين ابنته الوحيدة على اسمها.
أثناء عقد 1720 أصبحت عشيقة ماركيز لاسيه ومن أجل أن يكون قريب منها، قام ببناء قصر لاسيه بجوار قصر بوربون مقر إقامتها في باريس، وفي 1737 طلب منها أن تكون عرابة لابن لويس الخامس عشر الدوفين لويس، في حين العراب هو ابن شقيقتها لويس دوق أورليان، وأيضا أثناء هذه الفترة أصبح ابنها رئيس الوزراء، تم عرض اثنين من بناتها على لويس الخامس عشر للزواج، ولكن عشيقته مدام بري التي كانت على عداء معها رفضت ذلك، مما أدى إلى زواجه في نهاية المطاف من الأميرة البولندية في 1725.

## قصر بوربون

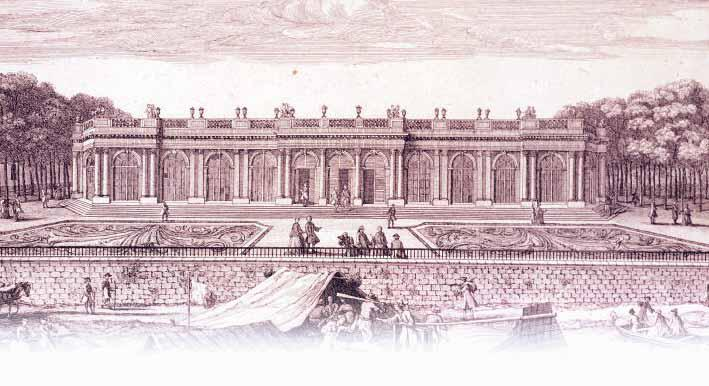
قصر بوربون، حوالي القرن 18.

أثناء فترة الترمل الطويلة، شرعت في بناء قصر بوربون ليس ببعيد من أمكنة إقامة أشقائها الباقين على قيد الحياة، بدأ العمل البناء في 1722، عندما كانت في التاسعة والأربعين من العمر.
تم بناء قصر بوربون الذي حمل اسم عائلتها، بعد إقامتها في قصر تريانون الذي أصبح مصدر إلهام معماري لقصرها الجديد، ضم القصر العديد من الغرف الاستقبال الكبيرة، وكان أهمها الرواق الذي يطل على نهر السين، في حين يقع صالون القصر الرئيسي في اتجاه قصر التويليري شرقاً، تم تصميمه من قبل المهندس الإيطالي لوينزو جيارديني بعد أخذ ببعض خطط جول أردوان مانسار من قبل، أشرف جيارديني على البناء الفعلي في 1722 حتى وفاته في 1724، وبعد ذلك تولى جاك غابرييل المهام بمساعدة من بعض المصممين حتى اكتماله في 1728، تم ربط بين قصر بوربون بقصر لاسيه من خلال ممر يطل على حديقة مشتركة بينهما.
كانت أختها الغير شقيقة الكبرى ماري آن دي بوربون أميرة كونتي الأرملة تعيش في قصر كونتي قبالة اللوفر، وأيضا في شارع كونتي يعيش شقيقها دوق ماين في قصر ماين بالقرب من اللوفر، في حين شقيقتها الصغرى دوقة أورليان تعيش في القصر الملكي مقر أسرة أورليان في باريس، وبالقرب من اللوفر والقصر الملكي يعيش شقيقها الأصغر كونت تولوز في قصر تولوز.

## الوفاة
توفيت لويز فرانسواز في 16 يونيو 1743 عن عمر يناهز 70 عاماً، في قصر بوربون، تم دفنها في كارمل دو فوبورغ سان-جاك بحي اللاتيني، باريس.

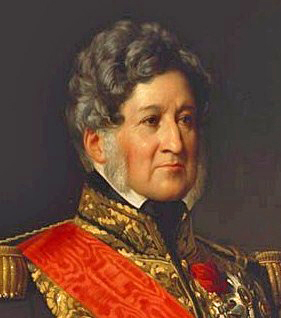
حفيدها من الجيل الخامس: لويس فيليب الأول أصبح ملك فرنسا بين عامي 1830-1848، من المعروف عنه أنه أخر ملك لفرنسا من ٍسلالة كايبتيون العريقة.

لاحقاً بعد وقت قصير من وفاتها، تصالحت ابنتها لويز إليزابيث مع شقيقتها الصغرى مدام أورليان الأرملة وقاما بترتيب زواج ابنتها الوحيدة لويز هنرييت من حفيد دوقة أورليان لويس فيليب، لويس فيليب عاش في السابق قصة حب فاشلة مع إحدى بنات لويس الخامس عشر ملك فرنسا، ولكن سرعان ما يتم نبذه من قبل الملك نفسه، بسبب خوفه من تقرب أسرة أورليان حول العرش أو بزيادة نفوذهم، وبذلك حاولت جدته جاهدة في تحسين علاقتها مع ابنة شقيقتها، وهما جدا لويس فيليب الأول (في المستقبل ملك الفرنسيين).

## الذرية
انجبت لويز فرانسواز تسعة أبناء لزوجها:-
1. ماري آن غابرييل إليونور (22 ديسمبر 1690 - 30 أغسطس 1760)؛ راهبة.

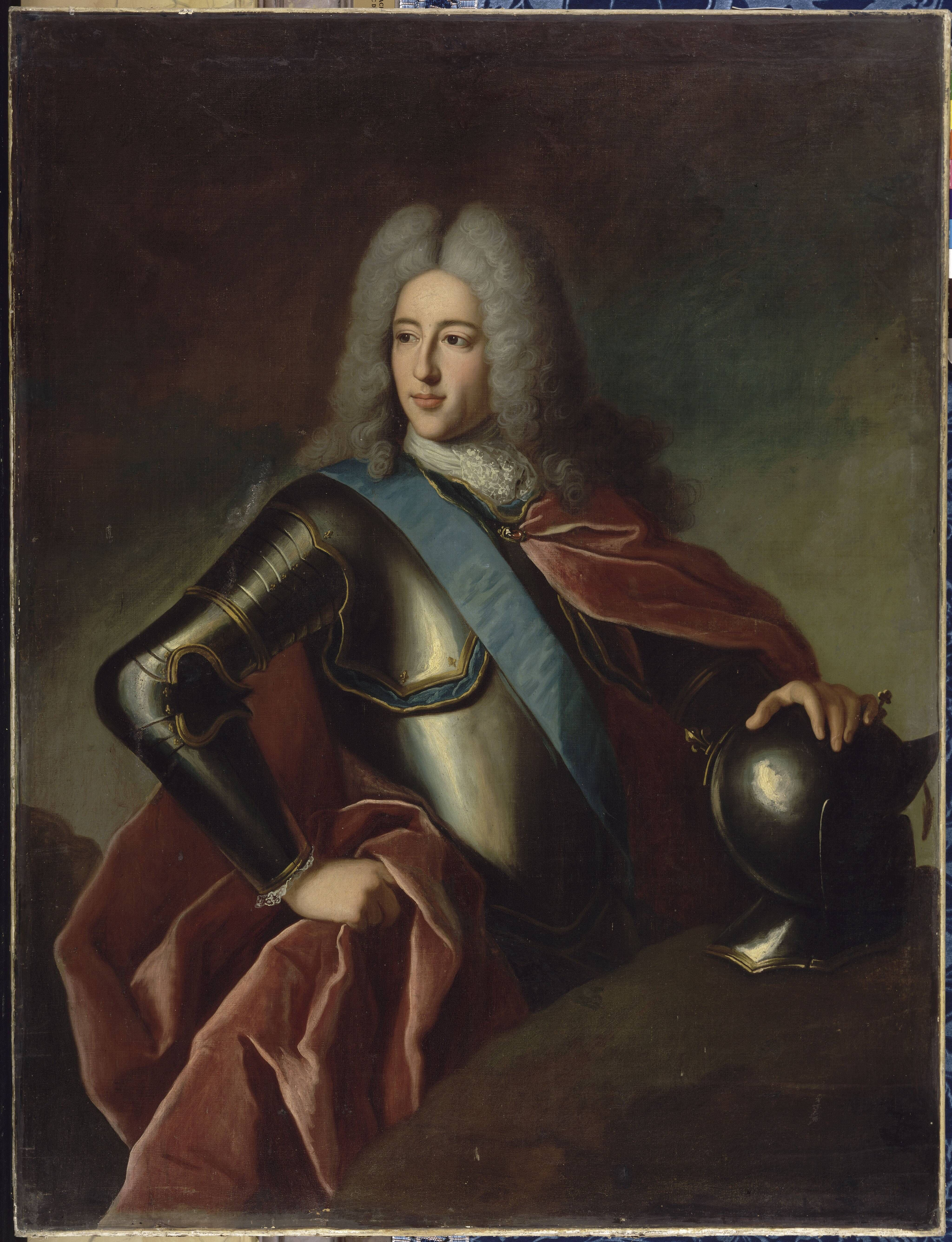
ابنها البكر لويس هنري دي بوربون رئيس الوزراء بين عامي 1823-1826.

2. لويس هنري دوق بوربون أمير كوندي (18 أغسطس 1692 - 27 يناير 1740)؛ خليفة والده، وفضلاً عن ذلك كان رئيس الوزراء.

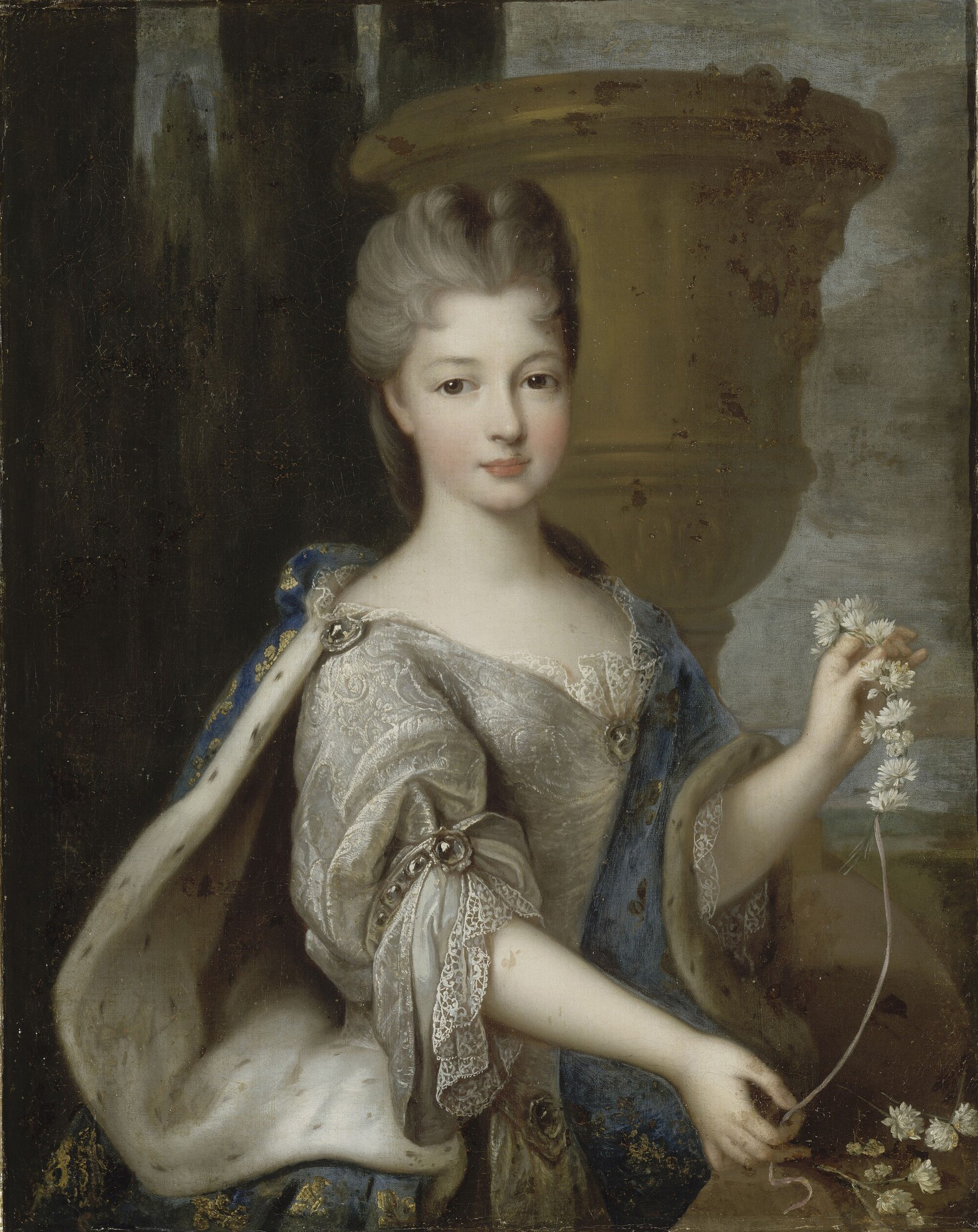
ابنتها لويز إليزابيث أميرة كونتي.

3. لويز إليزابيث أميرة كونتي (22 نوفمبر 1693 - 27 مايو 1775)؛ تزوجت من لويس أرمان الثاني أمير كونتي؛ لهم ذرية.
4. لويز آن مدموزيل شاروليه (23 يونيو 1695 - 8 أبريل 1758)؛ لم تتزوج، كانت على علاقة غير شرعية مع دوق ريشيليو بحيث شاركتها ابنة خالتها شارلوت أغلاي من داورليان في نفس العشيق، يتشبه بأنها لديها أبناء، ولكن لا يوجد دليل.
5. ماري آن مدموزيل كليرمون (16 أكتوبر 1697 - 11 أغسطس 1741)؛ قيل أنها إنتاج علاقة والدته من أمير كونتي، تزوجت سراً من قريبها لويس دي ملون دوق جويوا في 1719؛ ليس لديهم أبناء، كانت أحد وصيفات الملكة ماريا ليزينسكا.
6. شارل كونت شاروليه (19 يونيو 1700 - 23 يوليو 1760)؛ تزوج سراً من جين دي فالوا-سان ريمي هي سليل هنري الثاني ملك فرنسا (من خط الغير شرعي)؛ الزواج لم يعتبر شرعي من ناحية الملك، لقبه بعد وفاته تم تمرير إلى شقيقته لويز آن.

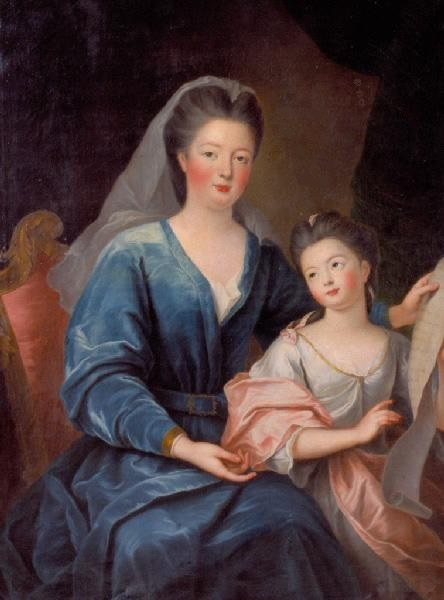
لويز فرانسواز مع ابنتها هنرييت لويز.

7. هنرييت لويز ماري فرانسواز غابرييل مدموزيل فرماندوا رئيسة الدير بومون لا تور(15 يناير 1703 - 19 سبتمبر 1772)؛ كانت واحدة من المرشحين الأوائل للزواج من لويس الخامس عشر، لاحقاً أصبحت راهبة.
8. إليزابيث تيريز ألكساندرين مدموزيل سينس (15 سبتمبر 1705 - 15 أبريل 1765)؛ كانت إحدى المرشحين للزواج من لويس الخامس عشر.
9. لويس كونت كليرمون (15 يونيو 1709 - 16 يونيو 1771)؛ لم يتزوج، كان ضمن حركة الماسونية في فرنسا.